# Parafia Wszystkich Świętych w Święcianach
Parafia Wszystkich Świętych w Święcianach (lt. Švenčionių Visų Šventųjų parapija) – parafia rzymskokatolicka w Święcianach. Jest parafią w Dekanacie Święciańskim archidiecezji wileńskiej.

## Historia
Dokumenty historyczne z 1514 r. wskazują, że pierwszy kościół w Święcianach zbudował Wielki Książę Litewski Witold. W 1636 r. zbudowano nowy kościół, odremontowany w 1743 roku. W 1817 r. znajdował się w fatalnym stanie, po 1818 r. został odremontowany.
Podczas powstania listopadowego Święciany i tereny okoliczne były miejscem działań polskiej partyzantki. Ks. Onufry Łabuć, proboszcz parafii w Cejkiniach i dowódca okolicznych powstańców, poległ podczas szturmu wojsk rosyjskich na Święciany 12 kwietnia 1831 r. Jego grób znajduje się na cmentarzu przykościelnym. W latach czterdziestych XIX w. wikariuszem był ks. Ludwik Jucewicz, folklorysta, jeden z pierwszych archeologów litewskich.
W 1853 r. kościół ponownie przeszedł gruntowny remont. W 1869 rosyjski rząd nakazał, by kazania mówić nie w języku polskim, lecz rosyjskim. W 1876 r. wydano zezwolenie na budowę cmentarza.
W 1889 r. zaprojektowano kamienny kościół. Gubernator Generalny zabronił budowy, ponieważ projekt przewidywał ozdobną fasadę. W 1892 r. projekt został uproszczony. Fundatorem kościoła był carski generał, z pochodzenia Polak, Kazimierz Czechowicz. On też ufundował ołtarz główny. Władze inspirowane przez proboszcza prawosławnej parafii, postawiły jednak warunek: w mieście musiała także stanąć nowa cerkiew. Czechowicz spełnił żądanie i ufundował obie świątynie.
W latach 1894–1897 wikariuszem w parafii był ks. Ignacy Szopara, który uczył parafian modlić się i śpiewać w języku litewskim.
W 1895 r. zatwierdzono projekt murowanej świątyni i wydano pozwolenie na budowę. Kościół został wybudowany w 1898 i konsekrowany przez bp. Stefana Aleksandra Zwierowicza w 1900 r.
W latach 1893–1903 wikariuszem był ks. Placyd Szarkauskas, który dostarczał i rozpowszechniał zakazane wydawnictwa litewskie z Prus. Dzięki tym staraniom w parafiach rozpowszechniły się katechizmy, modlitewniki, broszurki i gazety w języku litewskim.
W latach 1903–1909 proboszczem i dziekanem święciańskim był ks. Jonas Burba. W 1914 r. wybudowano salę parafialną.
Ks. Justinas Petronis był współzałożycielem litewskiego gimnazjum założonego na początku 1919 roku. Ks. Nikodem Wajszutis, proboszcz w latach 1924-1928 domagał się praw dla języka litewskiego w kościele.
W latach 1961–1962 proboszczem był ks. Juozas Vaičiūnas, brat poety Petrasa Vaičiūnasa.
W 1998 r. kościół został gruntownie odnowiony.
W kościele odbywają się Msze Święte w języku polskim w czwartki o godz. 17.00 oraz w niedziele i święta o godz. 9.00.

## Proboszczowie parafii[5]
| imię i nazwisko                            | daty urzędowania |
| ------------------------------------------ | ---------------- |
| Ks. Jonas Burba                            | 1903–1909        |
| Ks. Justinas Petronis                      |                  |
| Ks. Nikodem Wajszutis (Nikodemas Vaišutis) | 1924–1928        |
| Ks. Piotr Mańkowski (Petras Mankauskas)    | 1928–1932        |
| Ks. Józef Dubietis                         |                  |
| Ks. Wincenty Gergeliui                     | 1949–1950        |
| Ks. Algirdas Kazimieras Gutauskas          | 1950–1960        |
| Ks. Juozas Vaičiūnas                       | 1961–1962        |
| Ks. Vaclovas Aliulis MIC                   | 1962–1967        |
| Ks. Jonas Kutka                            | 1967–1972        |
| Ks. Kazimieras Valeikis MIC                | 1972–1981        |
| Ks. Albertas Ulickas                       | 1981–1993        |
| Ks. Marijonas Savickas                     | 1993–1997        |
| Ks. Vidmantas Rudokas                      | 1997–2005        |
| Ks. Vidas Smagurauskas                     | 2005–2014        |
| Ks. Medardas Čeponis                       | 2014 -           |